# Canal 28 TV
Canal 28 TV fue una cadena televisiva de la provincia de Almería (Comunidad Autónoma de Andalucía, España). Canal 28 TV fue la decana de la televisión local de Almería y sus emisiones comenzaron en 1993. Tras la consecución de la licencia TDT operaba en la demarcación de Almería Capital en el Múltiplex 34. Canal 28 Tv fue un proyecto empresarial de capital privado que dirige María José Vilaplana. A partir de la concesión de la licencia TDT, Canal 28 empezó con un proyecto que consistía en un videoperiódico llamado Digital 28 TV, el cual vio la luz a finales del 2010 y que sigue  en funcionamiento en la actualidad. Con este proyecto, Canal 28 se consolidó y se hizo un hueco importante en el mundo de los medios de comunicación de ámbito local.
Canal 28 TV (Almería 1993)  poseía un ámbito de cobertura que comprendía Almería Capital y su Metrópolis. De su programación destacaba la información y el deporte, hasta que la televisión pasó a ser un canal de YouTube con solo un informativo con gran carga de propaganda y publicidad. 